# طرح احرار عباس‌آباد ملارضا
طرح احرار عباس‌آباد ملارضا، روستایی در دهستان عباس‌آباد بخش هلیل دشت شهرستان رودبار جنوب در استان کرمان ایران است.

## جمعیت
بر پایه سرشماری عمومی نفوس و مسکن در سال ۱۳۹۵، جمعیت این روستا برابر با ۴۱۸ نفر (۹۶ خانوار) بوده است.